# The Golden Best
『The Golden Best』（ザ・ゴールデン・ベスト）は、ゴールデンボンバー通算5枚目のベスト・アルバム。
6月18日にアメリカ、イギリス、ドイツ、フランス、韓国、台湾で同時発売され、翌19日に6バージョンが輸入版として国内販売された。

## 背景
2012年5月8日深夜にニコニコ生放送で配信されたゴールデンボンバーのレギュラー番組「月刊ゴールデンボンバー」の中で、メンバーの口から発表された。輸入版CDはエンハンスドCD仕様で、メッセージ・ビデオと「女々しくて」の各国語バージョンのPVが収録されている。
各国ヴァージョンで収録曲が異なり、ベストトラック12曲と女々しくての各国語ヴァージョンが収録されている。“for Korean”には「恋人は韓国人」、“for Taiwan”には「成龙很酷」が収録されているなど、それぞれの国に向けた選曲であることがわかる。

## 収録曲

### for United States of America
1. ワンマン不安
このヴァージョンのみ収録
2. レッツゴーKY
このヴァージョンのみ収録
3. 女々しくて
7thシングル。
4. 酔わせてモヒート
12thシングル。
5. 綺麗になりたくて
『剃り残した夏』収録曲。このヴァージョンのみ収録
6. また君に番号を聞けなかった
11thシングル。
7. 今夜はトゥナイト
「僕クエスト」カップリング曲。このヴァージョンのみ収録。
8. ultra PHANTOM
『イミテイション・ゴールド〜金爆の名曲二番搾り〜』収録曲。このヴァージョンのみ収録
9. 愛なんていらねいよ
『ゴールデン・アルバム』収録曲。このヴァージョンのみ収録
10. 毒グモ女（萌え燃え編）
「もうバンドマンに恋なんてしない」カップリング曲。
11. †ザ・V系っぽい曲†
12. 広がる世界
『ゴールデン・アルバム』収録曲。
13. 女々しくて -English Version-

### for United Kingdom
1. 酔わせてモヒート
2. トラウマキャバ嬢
4thシングル。
3. 女々しくて
4. さよなら冬美 -Euro Mix-
『ゴールデン・アルバム』収録曲。
5. じれったい
このヴァージョンのみ収録
6. 毒グモ女（萌え燃え編）
7. 腐男子
このヴァージョンのみ収録
8. Tomorrow never world
『ゴールデンベスト〜Pressure〜』収録曲。このヴァージョンのみ収録
9. イヤホン
10. 元カレ殺ス
4thシングル。
11. †ザ・V系っぽい曲†
12. 春が来る前に
『剃り残した夏』収録曲。このヴァージョンのみ収録
13. 女々しくて -English Version-

### for Germany
1. デスメンタル
『ゴールデン・アルバム』収録曲。このヴァージョンのみ収録。
2. 酔わせてモヒート
3. 女々しくて
4. 抱きしめてシュヴァルツ
1stシングル。
5. トラウマキャバ嬢
6. 僕クエスト
7. あしたのショー
このヴァージョンのみ収録
8. 今夜も眠れない（病的な意味で）
「女々しくて/眠たくて」カップリング。このヴァージョンのみ収録。
9. 毒グモ女（萌え燃え編）
10. イヤホン
11. †ザ・V系っぽい曲†
12. 広がる世界
13. 女々しくて -German Version-

### for France
1. 女々しくて
2. 酔わせてモヒート
3. トラウマキャバ嬢
4. もうバンドマンに恋なんてしない
5. らふぃおら
「僕クエスト」カップリング。このヴァージョンのみ収録。
6. 夜汽車
『ゴールデン・アルバム』収録曲。このヴァージョンのみ収録。
7. さよなら冬実 -Euro Mix-
8. 忙しくてよかった
このヴァージョンのみ収録
9. 男心と秋の空
このヴァージョンのみ収録
10. イヤホン
11. 毒グモ女（萌え燃え編）
12. 広がる世界
13. 女々しくて -French Version-

### for Korea
1. 酔わせてモヒート
2. 女々しくて
3. また君に番号を聞けなかった
4. もうバンドマンに恋なんてしない
5. 恋人は韓国人
『The Golden J-POPS』収録曲。このヴァージョンのみ収録
6. 僕クエスト
7. ごめんね、愛してる
3rdシングル。このヴァージョンのみ収録。
8. 元カレ殺ス
9. 毒グモ女（萌え燃え編）
10. イヤホン
11. †ザ・V系っぽい曲†
12. 広がる世界
13. 女々しくて -Korean Version-

### for Taiwan
1. 女々しくて
2. 酔わせてモヒート
3. また君に番号を聞けなかった
4. 抱きしめてシュヴァルツ
5. トラウマキャバ嬢
6. HEN
『The Golden J-POPS』収録曲。このヴァージョンのみ収録
7. 成龙很酷
『ゴールデン・アルバム』収録曲。このヴァージョンのみ収録
8. だからバイバイ
このヴァージョンのみ収録
9. 愛してると言えなくて
このヴァージョンのみ収録
10. 毒グモ女（萌え燃え編）
11. イヤホン
12. 広がる世界
13. 女々しくて -Chinese Version-